# Nemački špic
Nemački špic je mali pas poreklom iz Nemačke.

## Karakteristike
Ovi psi su potomci treseta iz kamenog doba. Oni su jedna od najstarijih rasa u srednjoj Evropi. Od njih je poteklo mnogo drugih rasa. Javljaju se u nizu boja i veličina. Ovi psi imaju dobar build. Njihova visina je u proseku od 18 do 35 cm. Telo im je veoma kompaktan, sa dobro razvijenim grudima. Njihovo krzno je bujno, ali ne krije konturu psa. Pokrovna dlaka je gusta, sa teškom i veoma mekom poddlakom.
Nemački špic je uglavnom dobrog zdravlja, uravnoteženog karaktera, pitome naravi, i veran je vlasniku. Ovi psi se lako obučavaju. Oni su veoma pametni, nežni i vredni. Nemački špic se smatra dobrim prijateljem i pratiocem. Ako je pravilno dresiran, laje samo na komandu. Nemački špic može da bude sklon gojaznosti. Voditelji pasa prosječnu veličinu pomeranaca ocjenjuju kao malu ili srednju. Posebnost ovih pasa je uvijen rep, izražajnih očiju i zanimljiv na dodir kaput, koji se često naziva i "pliš".
Postoji nekoliko varijeteta Nemačke špic rase. Za svaki od njih su dozvoljene određene boje.
Visina od 43 do 55 cm
Boja: siva Sable
- Veliki pas (grossshpits)

Visina od 42 do 50 cm
Boja: bela, crna, braon
- Prosečan špic (mittelshpits)

Visina od 30 do 38 cm
Boja: bela, crna, braon, siva, narandžasta i druge boje .
- Špic

Visina od 23 do 29 cm
Boja: bela, crna, braon, siva, narandžasta i druge boje .
- Minijaturni špic (špic ili pomeranac)

Visina od 18 do 22 cm
rast manje od 18 cm nije poželjno .
Boja: bela, crna, braon, siva, narandžasta i druge boje .